# Chu-Chin-Chow
Chu-Chin-Chow è un film muto del 1923 diretto da Herbert Wilcox che firmò anche l'adattamento per lo schermo dell'originale lavoro teatrale di Frederick Norton e Oscar Asche, un musical di grande successo andato in scena a Londra il 31 agosto 1916. Di genere fantastico/avventuroso (racconta alcune avventure di Alì Babà), il film aveva come interpreti Betty Blythe, Herbert Langley, Judd Green, Randle Ayrton.
Il film avrebbe avuto un remake sonoro nel 1934, sempre con il titolo Chu Chin Chow, diretto da Walter Forde e interpretato da George Robey, Fritz Kortner, Anna May Wong.

## Produzione
Il film fu prodotto dalla londinese Graham-Wilcox Productions e dalle tedesche John Hagenbeck-Film GmbH (Berlino) e Micco-Film (Berlino).

## Distribuzione
Distribuito dalla Graham-Wilcox Productions, il film uscì nelle sale cinematografiche britanniche nel settembre 1923. Nello stesso anno, il 30 dicembre, usciva in distribuzione anche in Finlandia. In Germania, il visto di censura O.130/24 del 15 marzo 1924, ne proibì la visione ai minori. La Metro-Goldwyn-Mayer (MGM), che lo distribuì negli Stati Uniti, lo presentò a New York il 10 febbraio 1925.